# Giovanni Bongiorni
Giovanni Bongiorni (Italia, 8 de julio de 1956) es un atleta italiano retirado especializado en la prueba de 200 m, en la que consiguió ser medallista de bronce europeo en pista cubierta en 1984.

## Carrera deportiva
En el Campeonato Europeo de Atletismo en Pista Cubierta de 1984 ganó la medalla de bronce en los 200 metros, con un tiempo de 21.48 segundos, tras el soviético Aleksandr Yevgenyev (oro con 20.98 segundos) y el británico Ade Mafe.